# Gran Premio d'Australia 1985
Il Gran Premio d'Australia 1985 è stata la sedicesima prova della stagione 1985 del Campionato mondiale di Formula 1. Si è corso domenica 3 novembre 1985 sul Circuito di Adelaide. La gara è stata vinta dal finlandese Keke Rosberg sulla Williams-Honda; per il vincitore si trattò del quinto, e ultimo, successo nel mondiale. Ha preceduto sul traguardo i francesi Jacques Laffite e Philippe Streiff, entrambi sulla Ligier-Renault. Per quest'ultimo fu l'unico podio nel campionato mondiale di Formula 1.
Fu l'ultima gara nel mondiale per Niki Lauda, mentre tra i costruttori fu l'ultima per la Toleman e, sino al 2019, per l'Alfa Romeo. Grazie ai risultati di questa gara la McLaren si aggiudicò per la terza volta il campionato mondiale costruttori.
Fu la prima edizione del Gran Premio d'Australia a essere valida quale prova iridata e, in assoluto, la prima gara del mondiale di Formula 1 disputata in Oceania.
Il gran premio vinse il premio quale miglior gara organizzata nella stagione.

## Vigilia

### Sviluppi futuri
La Toleman annunciò che, dalla stagione successiva, diventando Benetton, avrebbe utilizzato i motori della BMW. Il team inglese aveva un preaccordo con l'Alfa Romeo, che però non venne concretizzato.

### Analisi per il campionato costruttori
La McLaren sopravanzava la Scuderia Ferrari di 10 punti. La scuderia italiana avrebbe dovuto fare 11 punti in più del team inglese, che aveva un maggior numero di vittorie. In pratica la scuderia italiana era costretta a vincere, assommando poi altri punti.
Il titolo piloti era stato già assegnato ad Alain Prost.

### Aspetti tecnici
La Ferrari si dotò di turbo di diametro ridotto, al fine di migliorare l'agilità del motore. Sulla Renault di Patrick Tambay venne montata una telecamera.

### Aspetti sportivi

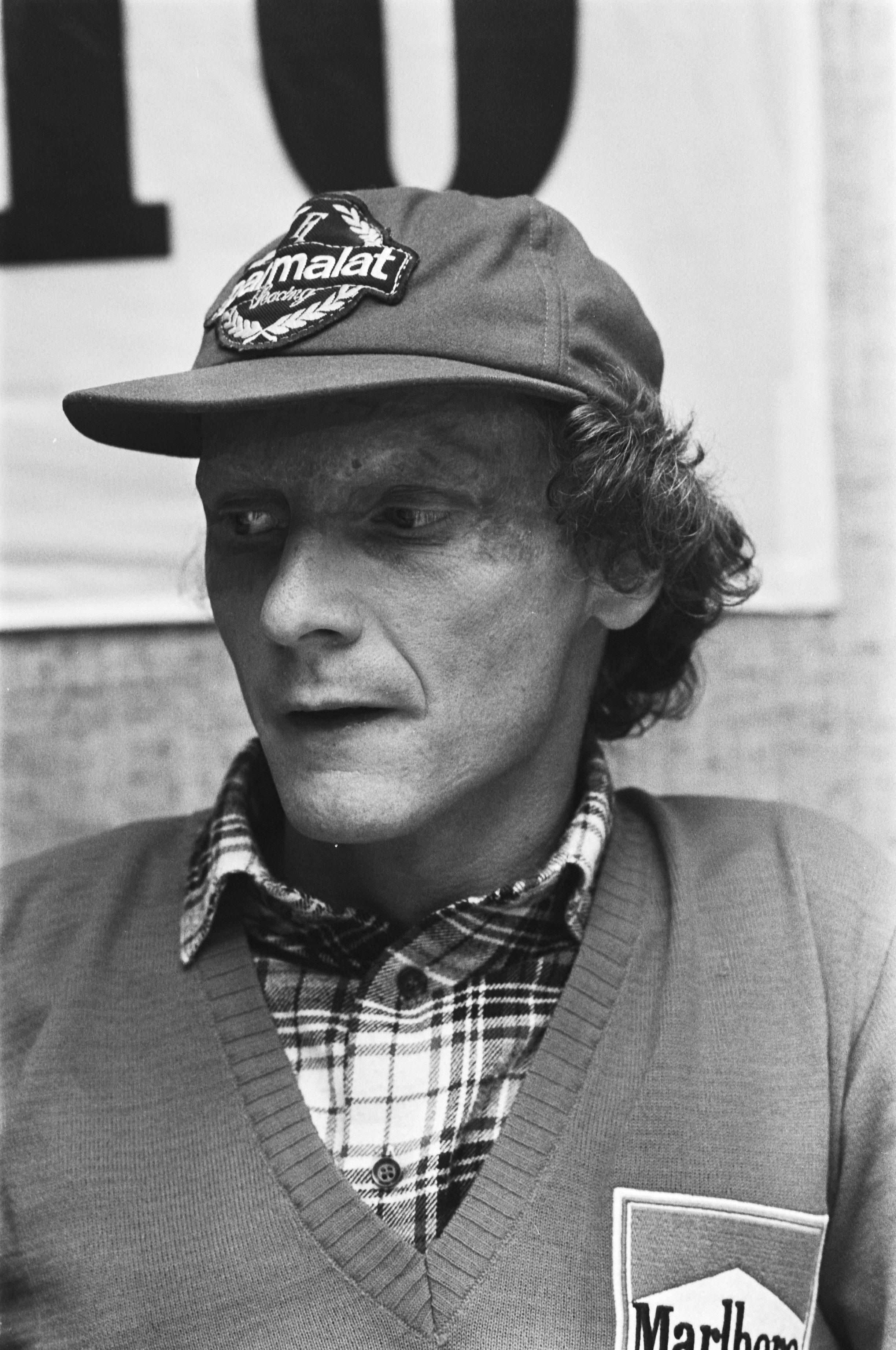
Niki Lauda disputò ad Adelaide il suo ultimo gran premio valido per il mondiale di Formula 1.

La prima edizione del Gran Premio d'Australia si era corsa nel 1928, a Phillip Island. Negli anni Sessanta la gara divenne una delle più prestigiose della Formula Tasman, competizione motoristica disputata nell'estate australe, tra Australia e Nuova Zelanda. La serie utilizzò,  inizialmente, i telai non più usati dalla Formula 1, ma spinti da propulsori di 2500 cm³, non più consentiti dal regolamento tecnico della Formula 1, a partire dal 1961. Per tale ragione, almeno nel 1964 e nel 1965 le vetture impegnate nella categoria erano considerate più veloci di quelle utilizzate nel campionato di Formula 1. Nel 1980 la gara, inserita nell'Australian F1, tenuta sul Circuito di Calder Park, vide alla partenza, oltre alle solite vetture di F5000 e Formula Pacific, anche due vetture di F1: una Williams FW07, guidata dal noecampione del mondo Alan Jones, e un'Alfa Romeo, condotta da Bruno Giacomelli.
Il gran premio si disputò su un circuito disegnato attraverso un parco e un ippodromo di Adelaide. I piloti, dopo le cattive esperienze vissute sui tracciati cittadini di Detroit e Dallas, si dissero favorevolmente colpiti dalla bontà del circuito australiano. Lauda lo definì come "potenzialmente il miglior circuito cittadino del mondo", Prost sottolineò anche l'ambiente molto caloroso, mentre Keke Rosberg lo innalzò fino a definirlo il "miglior tracciato del mondo" in assoluto. Bernie Ecclestone, il patron della Formula 1, lodò gli organizzatori, affermando che ora tutti gli altri circuiti del mondiale dovessero migliorare i loro standard, seguendo l'esempio di Adelaide. Per familiarizzare col tracciato, ai piloti venne concessa una sessione supplementare di prove libere, al giovedì pomeriggio. La pista si dimostrò scivolosa e più lenta di quanto immaginato alla vigilia. I piloti modificarono, in parte, i loro giudizi iniziali positivi, affermando che la pista risultava meno interessante di quanto poteva apparire dal di fuori. Il più rapido delle prove libere fu Ayrton Senna; molti piloti furono autori di uscite di pista e testacoda. Alain Prost fu debilitato da un virus intestinale.
Dopo aver saltato il Gran Premio del Sudafrica per protesta contro l'apartheid, Renault e Ligier schierarono regolarmente le proprie vetture. Philippe Streiff tornò al volante della Ligier, dopo essere stato impiegato nella gara di Kylamai dalla Tyrrell; la scuderia inglese ingaggiò quindi Ivan Capelli, che aveva già corso per la squadra il Gran Premio d'Europa.
Niki Lauda disputò la sua ultima gara in Formula 1, pur in presenza di offerte per continuare a competere. L'austriaco prese il via in 171 gare, vincendo tre mondiali (1975, 1977 e 1984) e ottenendo 25 vittorie (al secondo posto nella classifica di tutti i tempi, assieme a Jim Clark, e alle spalle del solo Jackie Stewart), 24 pole position e 24 giri veloci. Lauda vinse anche due gare non valide per il campionato del mondo.
Anche per l'Alfa Romeo fu l'ultima presenza come costruttore nella massima categoria, anche se la casa milanese proseguì ancora, per qualche stagione, a fornire i motori all'Osella. L'Alfa rientrerà nel campionato solo nel 2019 ribattezzando la scuderia elvetica Sauber. Anche la Toleman disputò l'ultima gara iridata. La scuderia britannica era stata acquisita dalla famiglia Benetton, che ribattezzò, dalla stagione seguente, il team col proprio nome. Chi uscì dal campionato, ma solo temporaneamente, fu la Renault: la scuderia transalpina rientrò nel 2002, acquistando la Benetton.

## Qualifiche

### Resoconto
Keke Rosberg ottenne il miglior tempo della prima sessione di prove ufficiali. Il pilota della Williams precedette, di un solo millesimo, Ayrton Senna. Il brasiliano si lamentò, però, di essere stato ostacolato, nel suo giro, da Nigel Mansell, compagno di scuderia di Rosberg. Senna spiegò anche di aver usato gomme da tempo più usate. La maggior parte dei piloti, invece, lamentava la scarsa tenuta degli pneumatici a mescola più morbida, che non riuscivano a tenere la prestazione che per mezzo giro. La sorpresa furono le Alfa Romeo, con quinto e sesto tempo.
Furono in crisi le due scuderie che avevano condotto la stagione: le McLaren soffrivano di scarsa aderenza, con Prost ancora debilitato e autore di diversi testacoda, mentre le Ferrari erano a centro-classifica, su un tracciato cittadino che avrebbe dovuto favorirle.
Al sabato Senna fece sua la pole position, la settima della stagione: fu l'unico a chiudere il giro sotto il minuto e venti secondi. Ad affiancarlo, in prima fila, ci fu Mansell, mentre Rosberg fu retrocesso in seconda fila, staccato di oltre due secondi dal poleman, accompagnato da un redivivo Prost. Il finlandese si lamentò per l'errata scelta delle gomme, più morbide rispetto a quelle del compagno di team. Anche la Ferrari, con freni a carbonio e turbine maggiorate, migliorò le prestazioni, con quinto tempo di Michele Alboreto. Niki Lauda, nella sua ultima qualifica, fu solo sedicesimo. Persero posizioni anche le Alfa Romeo, con Eddie Cheever che subì anche la rottura di un propulsore.

### Risultati
I risultati delle qualifiche furono i seguenti:
| Pos | Nº | Pilota             | Costruttore            | Tempo    | Griglia |
| --- | -- | ------------------ | ---------------------- | -------- | ------- |
| 1   | 12 | Ayrton Senna       | Lotus-Renault          | 1'19"843 | 1       |
| 2   | 5  | Nigel Mansell      | Williams-Honda         | 1'20"537 | 2       |
| 3   | 6  | Keke Rosberg       | Williams-Honda         | 1'21"887 | 3       |
| 4   | 2  | Alain Prost        | McLaren-TAG Porsche    | 1'21"889 | 4       |
| 5   | 27 | Michele Alboreto   | Ferrari                | 1'22"337 | 5       |
| 6   | 8  | Marc Surer         | Brabham-BMW            | 1'22"561 | 6       |
| 7   | 17 | Gerhard Berger     | Arrows-BMW             | 1'22"592 | 7       |
| 8   | 15 | Patrick Tambay     | Renault                | 1'22"683 | 8       |
| 9   | 7  | Nelson Piquet      | Brabham-BMW            | 1'22"718 | 9       |
| 10  | 11 | Elio De Angelis    | Lotus-Renault          | 1'23"077 | 10      |
| 11  | 18 | Thierry Boutsen    | Arrows-BMW             | 1'23"196 | 11      |
| 12  | 16 | Derek Warwick      | Renault                | 1'23"426 | 12      |
| 13  | 23 | Eddie Cheever      | Alfa Romeo             | 1'23"597 | 13      |
| 14  | 22 | Riccardo Patrese   | Alfa Romeo             | 1'23"758 | 14      |
| 15  | 28 | Stefan Johansson   | Ferrari                | 1'23"902 | 15      |
| 16  | 1  | Niki Lauda         | McLaren-TAG Porsche    | 1'23"941 | 16      |
| 17  | 3  | Martin Brundle     | Tyrrell-Renault        | 1'24"241 | 17      |
| 18  | 25 | Philippe Streiff   | Ligier-Renault         | 1'24"286 | 18      |
| 19  | 33 | Alan Jones         | Lola-Hart              | 1'24"369 | 19      |
| 20  | 26 | Jacques Laffite    | Ligier-Renault         | 1'24"830 | 20      |
| 21  | 20 | Piercarlo Ghinzani | Toleman-Hart           | 1'25"021 | 21      |
| 22  | 4  | Ivan Capelli       | Tyrrell-Renault        | 1'27"120 | 22      |
| 23  | 29 | Pierluigi Martini  | Minardi-Motori Moderni | 1'27"196 | 23      |
| 24  | 19 | Teo Fabi           | Toleman-Hart           | 1'28"110 | 24      |
| 25  | 24 | Huub Rothengatter  | Osella-Alfa Romeo      | 1'30"319 | 25      |

## Gara

### Resoconto
Elio De Angelis, al momento del giro di ricognizione, rimase fermo sulla griglia. Il pilota della Lotus riuscì a ripartire, superò i piloti che erano partiti prima di lui e riprese la posizione per la partenza. Questa manovra era però vietata dal regolamento: ciò gli costò la squalifica dopo 17 giri.
Al via Nigel Mansell sopravanzò Ayrton Senna, conquistando la prima posizione, ma, nel corso del primo passaggio, alla curva 5, i due vennero a contatto, con l'inglese che ebbe la peggio. Prese quindi il comando Keke Rosberg, seguito da Senna, Michele Alboreto, Alain Prost, Gerhard Berger e Marc Surer. Mansell fu costretto ai box, per controllare i danni alla vettura, ma non fu in grado di ripartire.
De Angelis, ancora in gara, passò Tambay, per il settimo posto, mentre Berger prese la posizione a Prost. Laffite passò ai box, per sostituire uno pneumatico non fissato correttamente a un giunto: il francese ripartì ventunesimo. Le condizioni della pista, già dopo pochi giri, costrinse molti piloti a effettuare un cambio gomme. Berger fu il primo, al decimo passaggio. La gara veniva guidata da Rosberg, con 1"1 su Senna, 9"6 su Alboreto, 10"1 su Prost e 12"2 su Surer.
Alboreto passò ai box due giri dopo, mentre Senna optò per rallentare il suo ritmo, sperando di conservare meglio le gomme. La gara di Nelson Piquet finì al quindicesimo giro, quando un cortocircuito della batteria provocò un principio d'incendio sulla sua Brabham. Surer, al diciottesimo giro, passò Prost. Il neocampione del mondo si riprese la terza piazza al venticinquesimo giro. La sua gara terminò, dopo soli altri due giri, per la rottura del turbo.
Dopo 30 giri Rosberg godeva di un margine di 5"5 su Senna, 30" su Surer e 43"4 su Niki Lauda. Seguivano Alboreto, Streif, Boutsen e Warwick. Senna, con una guida molto aggressiva, riuscì a ridurre ancora il gap che lo divideva dal capolista. Il brasiliano fu anche autore di una piccola uscita di pista, e raccolse anche un sacchetto di plastica che si conficcò su un pontone.
Al trentanovesimo passaggio Thierry Boutsen uscì di pista, terminando contro il muretto a bordo pista. Due giri dopo Senna passò Rosberg, ma colpì la Williams del finlandese, che stava rientrando ai box, danneggiando così l'alettone anteriore. Il giro dopo Senna partì in sottosterzo, effettuò un'escursione di pista, e rientrò in pista, ancora in testa.
Poco dopo Surer fu costretto ai box per una foratura: un malfunzionamento del motore lo costrinse ad abbandonare il gran premio. Rosberg passò Senna, che dovette accedere ai box, per riparare la sua Lotus. Ciò permise a Lauda di scalare in seconda posizione, davanti allo stesso Senna, poi Alboreto, Warwick, Laffite e Streiff.
Al cinquantesimo giro Senna passò Lauda, che non si era fermato a cambiare gli pneumatici, mentre Laffite prese la quinta posizione a Derek Warwick. Tre giri dopo Rosberg si fermò per una seconda sosta che però fu molto lenta per un problema di fissaggio alla gomma anteriore sinistra. Il finlandese riprese la gara terzo, alle spalle di Senna e Lauda. L'austriaco prese il comando del gran premio, al cinquantaseiesimo giro. L'ex campione del mondo, alla sua ultima presenza, abbandonò poco dopo, quando cedettero i freni della sua McLaren, che lo portarono a colpire le barriere a bordo pista. Nello stesso giro si ritirò anche Derek Warwick.
Dopo 60 giri Senna aveva 3"3 su Rosberg, 34"8 su Alboreto, oltre un minuto di vantaggio su Laffite. Tutti gli altri piloti rimasti in pista erano doppiati. Il sessantaduesimo giro vide il ritiro sia per il capoclassifica, Senna, col motore in panne, sia per Alboreto, per un problema al cambio.
Tornò al comando ancora Rosberg. Il finlandese, che ormai aveva un margine amplissimo sul secondo, passò per la terza volta ai box. Berger, sesto, dopo aver subito un sorpasso da Stefan Johansson, uscì di pista al settantasettesimo giro, colpì dei pneumatici danneggiando il musetto, ma fu capace di proseguire.
Negli ultimi giri s'accese il duello fra le due Ligier di Laffite e Streiff. All'ottantunesimo giro le due monoposto vennero a contatto, con Streiff che vide piegata la sospensione anteriore sinistra, dopo aver impattato sulla gomma posteriore destra del compagno di squadra. I due furono comunque in grado di terminare la gara, anche se Streiff concluse, in pratica, su tre ruote.
Rosberg vinse per la quinta e ultima volta nel mondiale. Le due Ligier completarono il podio: la casa francese non conquistava due podi, nella stessa gara, dal Gran Premio di Francia 1980. Ivan Capelli, che giunse quarto, colse i primi punti iridati in carriera. Con questi risultati la McLaren si assicurò, per la terza volta, seconda consecutiva, il campionato mondiale dei costruttori.

### Risultati
I risultati del gran premio furono i seguenti:
| Pos | Nº | Pilota             | Costruttore            | Giri | Tempo/Ritiro                | Griglia | Punti |
| --- | -- | ------------------ | ---------------------- | ---- | --------------------------- | ------- | ----- |
| 1   | 6  | Keke Rosberg       | Williams-Honda         | 82   | 2h00'40"473                 | 3       | 9     |
| 2   | 26 | Jacques Laffite    | Ligier-Renault         | 82   | + 46"130                    | 20      | 6     |
| 3   | 25 | Philippe Streiff   | Ligier-Renault         | 82   | +1'28"536                   | 18      | 4     |
| 4   | 4  | Ivan Capelli       | Tyrrell-Renault        | 81   | +1 giro                     | 22      | 3     |
| 5   | 28 | Stefan Johansson   | Ferrari                | 81   | +1 giro                     | 15      | 2     |
| 6   | 17 | Gerhard Berger     | Arrows-BMW             | 81   | + 1 giro                    | 7       | 1     |
| 7   | 24 | Huub Rothengatter  | Osella-Alfa Romeo      | 78   | + 4 giri                    | 25      |       |
| 8   | 29 | Pierluigi Martini  | Minardi-Motori Moderni | 78   | + 4 giri                    | 23      |       |
| Rit | 12 | Ayrton Senna       | Lotus-Renault          | 62   | Motore                      | 1       |       |
| Rit | 27 | Michele Alboreto   | Ferrari                | 61   | Cambio                      | 5       |       |
| Rit | 16 | Derek Warwick      | Renault                | 57   | Trasmissione                | 12      |       |
| Rit | 1  | Niki Lauda         | McLaren-TAG Porsche    | 57   | Freni/incidente             | 16      |       |
| NC  | 3  | Martin Brundle     | Tyrrell-Renault        | 49   | Non classificato            | 17      |       |
| Rit | 22 | Riccardo Patrese   | Alfa Romeo             | 42   | Scarico                     | 14      |       |
| Rit | 8  | Marc Surer         | Brabham-BMW            | 42   | Motore                      | 6       |       |
| Rit | 19 | Teo Fabi           | Toleman-Hart           | 40   | Motore                      | 24      |       |
| Rit | 18 | Thierry Boutsen    | Arrows-BMW             | 37   | Perdita d'olio              | 11      |       |
| Rit | 20 | Piercarlo Ghinzani | Toleman-Hart           | 28   | Frizione                    | 21      |       |
| Rit | 2  | Alain Prost        | McLaren-TAG Porsche    | 26   | Motore                      | 4       |       |
| Rit | 33 | Alan Jones         | Lola-Hart              | 20   | Problema elettrico          | 19      |       |
| Rit | 15 | Patrick Tambay     | Renault                | 20   | Trasmissione                | 8       |       |
| SQ  | 11 | Elio De Angelis    | Lotus-Renault          | 19   | Squalificato                | 10      |       |
| Rit | 7  | Nelson Piquet      | Brabham-BMW            | 14   | Problema elettrico/incendio | 9       |       |
| Rit | 23 | Eddie Cheever      | Alfa Romeo             | 5    | Motore                      | 13      |       |
| Rit | 5  | Nigel Mansell      | Williams - Honda       | 1    | Trasmissione                | 2       |       |

## Classifiche

### Piloti
| Pos. | Pilota            | Punti   |
| ---- | ----------------- | ------- |
| 1    | Alain Prost       | 73 (76) |
| 2    | Michele Alboreto  | 53      |
| 3    | Keke Rosberg      | 40      |
| 4    | Ayrton Senna      | 38      |
| 5    | Elio De Angelis   | 33      |
| 6    | Nigel Mansell     | 31      |
| 7    | Stefan Johansson  | 26      |
| 8    | Nelson Piquet     | 21      |
| 9    | Jacques Laffite   | 16      |
| 10   | Niki Lauda        | 14      |
| 11   | Patrick Tambay    | 11      |
| 11   | Thierry Boutsen   | 11      |
| 13   | Marc Surer        | 5       |
| 13   | Derek Warwick     | 5       |
| 15   | Philippe Streiff  | 4       |
| 15   | Stefan Bellof     | 4       |
| 17   | Andrea De Cesaris | 3       |
| 17   | René Arnoux       | 3       |
| 17   | Ivan Capelli      | 3       |
| 17   | Gerhard Berger    | 3       |

### Costruttori
| Pos. | Team                  | Punti |
| ---- | --------------------- | ----- |
| 1    | McLaren-TAG Porsche   | 90    |
| 2    | Ferrari               | 82    |
| 3    | Williams-Honda        | 71    |
| 3    | Lotus-Renault         | 71    |
| 5    | Brabham-BMW           | 26    |
| 6    | Ligier-Renault        | 23    |
| 7    | Renault               | 16    |
| 8    | Arrows-BMW            | 14    |
| 9    | Tyrrell-Ford Cosworth | 4     |
| 10   | Tyrrell-Renault       | 3     |